# Auenlaue
Die Auenlaue, im Oberlauf Greiter Laue oder Brunnenlaue, ist ein Bach im Drautal in den Gemeinden Tristach, Lavant und Nikolsdorf   (Bezirk Lienz). Die Auenlaue entspringt bei Bad Jungbrunn (Gemeinde Tristach) und mündet südwestlich von Nikolsdorf in die Drau.

## Verlauf
Die Auenlaue entspringt östlich von Bad Jungbrunn in der Gemeinde Tristach am Talboden des Drautals. Sie verläuft zunächst entlang der Lavanter Straße und verläuft danach quer durch einen Golfplatz in der Gemeinde Lavant. In der Folge fließt der Bach nördlich am Ortskern von Lavant vorbei, wo rechtsseitig Haselbach und Auerlingbach einmünden. Der weitere Verlauf befindet sich nördlich der Ortsteile Wacht und Forach (Gewerbegebiet) bzw. südlich der Drau, wobei in diesem Gebiet rechtsseitig Pernitzenbach, Tiefenbach und Frauenbach in die Auenlaue münden. Die Auenlaue mündet schließlich im Gemeindegebiet von Nikolsdorf bzw. westlich des Bahnhofs Nikolsdorf in die Drau.